# Arcadia (California)
Arcadia es una pequeña ciudad ubicada en el estado de California, en los Estados Unidos. En el año 2010, la ciudad tenía una población de 56.364 habitantes. Arcadia es una comunidad próspera que se encuentra al noreste de Los Ángeles, en el Valle de San Gabriel.

## Demografía y diversidad étnica
Los ingresos medios por hogar en la localidad eran de $121.874, y los ingresos medios por familia eran $144.370. Los hombres tenían unos ingresos medios de $93.668 frente a los $49.372 para las mujeres. La renta per cápita para la localidad era de $56.973. Alrededor de 3,1% de la población estaban por debajo del umbral de pobreza. El mapa racial de la ciudad era 18.191 (32,3%) blancos, 681 (1.2%) negros o afroamericanos, 186 (0,3%) americanos nativos, 33.353 (59,2%) asiáticos, 16 (0,03%) isleños del Pacífico, 2.352 (4,2%) de otras razas, y 1.585 (2,8%) de dos o más razas. 6.799 personas (12,1%) eran hispanos o latinos de cualquier raza.

## Historia
Los inicios de la ciudad se remontan más de 3.000 años. El pueblo original de esta región era los Gabrielino, que vivían al S y E del condado de Los Ángeles, y al N del condado de Orange. Su nombre proviene de la misión de San Gabriel Arcángel. Uno de sus asentamientos en Arcadia se llamaba Aleupkigna, y este poblado se convirtió en Rancho Santa Anita durante el dominio mexicano. Originalmente, la ciudad de Arcadia era una parte del Rancho Santa Anita. Todo era propiedad de la Misión San Gabriel Arcángel, Mayor-Domo, Claudio López. En 1839, una área grande de tierra que incluyó los límites actuales de la ciudad fue vendida a un inmigrante escocés, Hugo Reid. 
El terrateniente cambió de manos muchas veces, hasta que el especulador de bienes raíces Lucky Baldwin compró 8.000 acres (32 km²) de Santa Anita por $200.000 en 1875. Baldwin comenzó la construcción de edificios y el cultivo de la tierra para agricultura, huertos y ranchos. A la vuelta del siglo XX, Arcadia tenía una población cercana a 500, y una economía basada en el entretenimiento, las deportes, la hostelería, y los juegos de azar. La ciudad de Arcadia se constituyó en el año 1903, y Lucky Baldwin fue el primer alcalde.

## Cultura local
Hay señales de la Ruta 66 en la avenida Huntington de Arcadia, que cruza el centro de la ciudad. El Arboreto y Jardín Botánico del Condado de Los Ángeles, que es famoso para su bandada de pavos reales, está ubicado aquí también. El arboreto está al cruzar del Santa Anita Park, donde hay carreras de caballos famosas como el Breeders' Cup. El centro comercial de Arcadia, Westfield Santa Anita, tiene tiendas como JCPenney, Macy's, Nordstrom, y AMC Theatres. La ciudad es una locación popular para películas, programas de televisión, y comerciales. La serie Joan de Arcadia, tres episodios de Grey's Anatomy y Resurrection, las películas Seabiscuit y Matilda, y comerciales para Claritin y Lexus fueron filmados aquí.